# Pull-off
El término pull-off (del inglés, tirar) hace referencia al ligado descendente, utilizado como recurso instrumental en instrumentos de cuerda. 

## Efecto

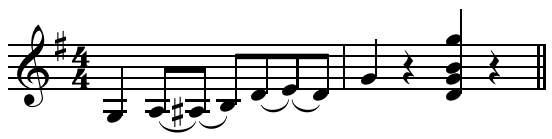
Pasaje en G. El ejemplo contiene ligados ascendentes y descendentes (hammer-on y pull-off).

El ligado descendente o pull-off, se produce al hacer un pequeño pellizco al sacar el dedo que efectúa el ligado sobre una cuerda/nota determinada, haciendo sonar nota "ligada". Este tipo de recursos son usuales en instrumentos con trastes, como la guitarra, o sin trastes como el violín.
Se usan tanto para producir notas de adorno (grace notes) como pasajes ligados, dentro de las limitaciones del instrumento. Además, la habilidad del intérprete es fundamental para la ejecución del ligado, ya que el hecho de "tirar" el dedo para producir el pull-off, requiere de cierta destreza técnica.

### Instrumentos
A priori, en las guitarras e instrumentos eléctricos se presume una facilidad a la hora de ejecutar este recurso. Es puede deberse a que en estilos como el rock y el heavy-metal, entre otros, las guitarras eléctricas son usadas a menudo con amplificadores distorsionados o efectos de guitarra con pedales de distorsión, los cuales añaden mucho más sustain al sonido. Con este tipo de potencia en los equipos, en donde el sonido se acerca al umbral de la retroalimentación (acople), los ligados descendentes (pull-off) pueden crear un efecto aún más prolongado en la articulación.

### Pizzicato
En la música clásica del periodo romántico tardío  se presentan numerosas aplicaciones de esta técnica en instrumentos de cuerda, como el violín, la viola, el chelo y el contrabajo. Esto hace referencia a la técnica de Pizzicato de la mano izquierda.

## Origen del término
El término pull-off fue inventado y popularizado por Pete Seeger en su libro Cómo tocar el Banjo de 5 Cuerdas. Seeger También inventó el término hammer-on.